# Foetidia macrocarpa
Espèce
Synonymes
- Foetidia macrocarpa var. macrocarpa[1]

Statut de conservation UICN

 VU B1ab(iii,v)+2ab(iii,v) : Vulnérable
Foetidia macrocarpa est une espèce de plantes à fleurs de la famille des Lecythidaceae endémique de Madagascar.

## Répartition
Cette espèce est présente uniquement dans les provinces d'Antsiranana et Mahajanga à Madagascar. On la trouve du niveau de la mer à 500 m d'altitude.

## Liste des variétés
Selon Catalogue of Life (5 mai 2017) :
- variété Foetidia macrocarpa var. ambilobensis
- variété Foetidia macrocarpa var. macrocarpa

Selon World Checklist of Selected Plant Families (WCSP) (5 mai 2017) :
- variété Foetidia macrocarpa var. ambilobensis Bosser, Bull. Mus. Natl. Hist. Nat., B (1988)
- variété Foetidia macrocarpa var. macrocarpa

Selon Tropicos (5 mai 2017) (Attention liste brute contenant possiblement des synonymes) :
- variété Foetidia macrocarpa var. ambilobensis Bosser
- variété Foetidia macrocarpa var. macrocarpa